# 20. Unterseebootsflottille
De 20. Unterseebootsflottille was een opleidingseenheid van de Duitse Kriegsmarine tijdens de Tweede Wereldoorlog. De eenheid werd in juni 1943 opgericht en kwam onder leiding te staan van Ernst Mengersen.
De eenheid beschikte niet over U-Boten, maar deed dienst als tactische leerschool (Vortaktische Ausbildung). De eenheid zat tijdens haar gehele bestaan gevestigd in Pillau In februari 1945 werd de eenheid vanwege het oprukkende Rode Leger officieel opgeheven

## Commandanten
- Juni 1943 - Februari 1945 - Korvettenkapitän Ernst Mengersen[1]